# Sybra irrorata
Sybra irrorata es una especie de escarabajo del género Sybra, familia Cerambycidae. Fue descrita científicamente por Pascoe en 1865.
Habita en Indonesia (Célebes). Esta especie mide 9 mm.